# 5914 Kathywhaler
5914 Kathywhaler è un asteroide della fascia principale esterna. Scoperto nel 1990, presenta un'orbita caratterizzata da un semiasse maggiore pari a 3,556465 UA e da un'eccentricità di 0,093290, inclinata di 10,385969° rispetto all'eclittica. Ha un diametro di 38,097 km, un periodo di rotazione di 38,73 ore e un'albedo di 0,062.
Fa parte della famiglia di asteroidi Silvia.